# جامزویلیج
جامزویلیج (انگلیسی: Jamzvillage؛ زادهٔ ۱ ژانویهٔ ۱۹۷۸) خواننده، و موسیقی‌دان اهل ژاپن است.